# Biblioteca Universitaria Northwestern
La biblioteca Universitaria Northwestern es la biblioteca principal del campus de la Universidad de Northwestern en Evanston, en el estado de Illinois (Estados Unidos). La biblioteca cuenta con 4,6 millones de volúmenes, por lo que es una de las más grandes bibliotecas privadas. El edificio fue diseñado con una arquitectura brutalista, obra de Walter Netsch de Skidmore, Owings y Merrill. La construcción comenzó en 1966 y la biblioteca abrió sus puertas en 1970.
La biblioteca de la Universidad logró suceder a la Biblioteca Deering, como la sede principal del campus.

## Colecciones
- Melville Herskovits, Biblioteca de Estudios Africanos: Establecido en 1954, la Biblioteca Herskovits es la mayor colección Africana de la existencia.[4]
- La biblioteca musical: contiene gran cantidad de temas relacionados con la música impresa y los materiales de archivo que documentan la música compuesta desde 1945. Cuenta con una colección de John Cage.[5]
- Transporte Biblioteca: es uno de los mayores centros de información de transporte en el mundo, con una colección de más de 500 000 artículos.[6]
- La Colección de Arte de la Universidad Northwestern.[7]